# Ómen (album)
Az Ómen a P. Box együttes 1985-ben megjelent harmadik nagylemeze.

## Története
1983-ban Varga Miklóst, Vikidál Gyula (Dinamit) váltotta az énekes poszton, és már vele készült el a P. Box második lemeze: a Kő kövön, amely jelentősen sikeresebb albumnak bizonyult, mint elődje. 1984-ben ismét tagcserék következtek az együttes életében, előbb a basszusgitárnál Sáfár Józsefet váltotta fel Zselencz László (ex-Edda), később pedig Szabó Istvánt Pálmai Zoltán (ex-Hobo Blues Band) váltotta a doboknál. Ezzel egy igazán „ütős” felállás alakult ki: Bencsik Sándor (gitár), Cserháti István (billentyűs), Pálmai Zoltán (dob), Vikidál Gyula (ének), Zselencz László (basszusgitár), az együttes öt tagjából, négy egykor a P. Mobil tagjai voltak. Az 1985-ben Nyugat – Németországban megrendezett, Kelet-Nyugat Randevún, a P.Box képviselte a Magyar színeket.
A következő albumuk az Ómen 1985-ben látott napvilágot, amely egyes vélemények szerint az első magyar Heavy Metal lemez, megelőzve a Pokolgép – Totális metál (1986) című albumát. Az album hangzása még keményebb, mint az előző albumoké, ennek egyik okaként lehet felhozni, hogy a szövegíró már nem Csiga Sándor volt, hanem Földes László (Hobo) (korábban a P. Mobilnak is írt néhány dalt), aki azonban lemondott a jogdíjakról, ezért az együttes tagjait jelölték meg szövegíróként is.  A lemezen Hobo „Az Árulók Kapuja” prózai részében közre is működik, valamint még Tolcsvay László is közreműködött szájharmonikán, a „Szűz a máglyán” című számban. Összességében a lemez az egyik legjobb P. Box album, amely olyan kultikus számokat tartalmaz, mint a „Bukott angyal” vagy a címadó szerzemény az „Ómen”.
A P. Boxnak ez a felállása nem volt hosszú életű, mert 1985 végén Vikidál, a színházi sikerei miatt elhagyta az együttest. A P. Box ismét Varga Miklóssal lépett fel, de ez nem bizonyult tartós felállásnak, mivel Cserháti István, Debrecenbe való költözése ismét felkavarta az együttes életét, helyét Babári József (Mr. Basary) (ének, billentyű) vette át a HIT–ből. Mivel Cserháti volt a névadó, az együttes  Metal Company néven kezdett játszani, 1986-ban, amelyet a P. Box  utódaként tartanak számon. Az együttes tagjai ekkor: Bencsik Sándor (gitár), Pálmai Zoltán (dob), Babári József (ének, billentyű), és Zselencz László (basszusgitár) volt.

## Az album dalai

### Első oldal
1. Ómen (Bencsik Sándor / Vikidál Gyula) – 5:56
2. Bukott angyal (Bencsik Sándor / Vikidál Gyula) – 4:01
3. Éjszakai vágta (Zselencz László) – 3:55
4. Szűz a máglyán (Cserháti István) – 5:14

### Második oldal
1. Az árulók kapuja (Bencsik Sándor / Zselencz László / Cserháti István / Vikidál Gyula) – 5:01
2. Átok és ígéret (Cserháti István / Zselencz László) - 5:12
3. Pandora tánca (Pálmai Zoltán) – 4:28
4. Névtelen hős (Bencsik Sándor / Vikidál Gyula) – 4:34

### Bónuszdalok a 2000-es kiadáson
1. Tízből vajon mennyi? (Vikidál Gyula) – 4:48 (az 1985-ös Mondd, mit ér egy falat kenyér? válogatásról)
2. Halálkatlan (Bencsik Sándor / Cserháti István) – 2:56 (kislemez, 1980)
3. Halálkatlan (Koncert felvétel) (Bencsik Sándor / Cserháti István) – 5:27 (1982)
4. Hölgyválasz (Koncert felvétel) (Csiga Sándor) – 3:41 (1982)
5. Szupergép (Koncert felvétel) (Csiga Sándor) – 4:27 (1982)

## Közreműködők
- Bencsik Sándor – Fender és Yamaha gitárok
- Cserháti István – billentyűs hangszerek
- Pálmai Zoltán – ütőhangszerek, elektromos dobok
- Vikidál Gyula – ének
- Zselencz László – basszusgitár, vokál
- Földes László – próza (5.)
- Tolcsvay László – szájharmonika (4.)

Produkció
- Kovács György – zenei rendező és hangmérnök
- Hegedűs György – fotó
- Pálfi György – grafika

## Kiadások
| Év   | Kiadó            | Formátum | Sorszám    | Megjegyzések   |
| ---- | ---------------- | -------- | ---------- | -------------- |
| 1985 | Hungaroton-Start | LP       | SLPM 17960 |                |
| 2000 | Hungaroton Gong  | CD       | HCD 17960  | bónuszdalokkal |